# Haliophasma cycneum
Haliophasma cycneum är en kräftdjursart som beskrevs av Gary C.B. Poore 1975. Haliophasma cycneum ingår i släktet Haliophasma och familjen Anthuridae. Inga underarter finns listade i Catalogue of Life.